# Al-Gharafa Stadium
Al-Gharafa Stadium (arabiska: ملعب الغرافة) är en idrottsarena i Qatars huvudstad Doha. Stadion har en kapacitet på 25 000 åskådare, men planer finns på att utöka antalet platser på arenan till ungefär 44 740. Arenan var tänkt som en av spelplatserna under världsmästerskapet i fotboll 2022, men användes inte.